# Mittlakatte, Harihar
Mittlakatte là một làng thuộc tehsil Harihar, huyện Davanagere, bang Karnataka, Ấn Độ.